# 浙农21
浙农21，是浙江农业大学茶学系研发推广的一种茶叶品种、中国国家级茶树良种。

## 特点
浙农21为无性繁殖系品种，为小乔木型、中叶类、中生偏早种。1950年代，中国茶叶公司为了推广红茶良种，盲目地将云南大叶种大批引种到长江中下游茶区，但基本上全部失败。而浙江平阳桥墩茶场引种的云大淡绿由于气候条件与原产地差异不大，因而获得成功。1957年3月，浙江农业大学对平阳云大进行了调查，发现其特征特性基本上保持云大原貌。当时团队根据伊凡·米丘林的气候驯化理论，采用逐步北移法，收集了平阳云大第一次结的种子播种于杭州，同样获得成功，但后代变异较大。1963年，浙江农业大学采用气候驯化后的云南大叶种自然杂种作原始材料，通过单株选择无性繁殖，初步选出浙农21、浙农22、浙农23、浙农24、浙农25、浙农26六个品系。1967年春，将六个品系的无性苗定植于余杭潘板本系品种园，并进行初步比较。1971年，再将表现较好的浙农21与浙农25进行无性繁殖。1973年，将浙农21、浙农25扦插苗与同龄福鼎大白茶扦插苗对照研究。1974年起，将浙农21、浙农25分别在浙江绍兴、镇海和诸暨等地试种。2002年，浙农21通过国家农作物品种审定委员会审定，编号国审茶2002012。
其植株树姿呈开张状，分枝中等，叶片呈水平状着生，椭圆形。之后在广东、广西壮族自治区等地有少量引种。适制红茶，其品质与黔眉419相近，具有花香。制绿茶品质与福鼎大白茶相近，宜制毛峰茶等。抗寒性一般，但抗旱性与抗病性均较强。